# Колыбель с гирляндами
«Колыбель с гирляндами» (или Трофеи любви) — ювелирное яйцо, одно из пятидесяти двух императорских пасхальных яиц, изготовленных фирмой Карла Фаберже для русской императорской семьи. Яйцо было создано в 1907 году по заказу Николая II, который подарил его своей матери Марии Фёдоровне в качестве традиционного подарка на Пасху 1907 года.

## Описание
Императорское ювелирное пасхальное яйцо Фаберже «Колыбель с гирляндами» изготовлено в стиле Людовика XVI из золота, эмалировано прозрачной светло-голубой и зелёной эмалью, переливчатой эмалью, украшено полосой из окрашенных эмалью роз и прозрачных изумрудных зелёных эмалированных листьев, полос свитков и аканта в цветном золоте, алмазами, рубинами, жемчугом, белым ониксом и шёлком. Техника исполнения — эмаль, литьё, гравировка, гильош, живопись маслом. Яйцо покоится в золотой колыбели на четырёх колоннах из цветного золота, закреплённых на вырезанном овальном белом основании из оникса. Из Гатчинского списка:  Яйцо с голубой эмалью украшенное бриллиантами и гирляндами со вложенными внутри портретами царских детей 1907 на мраморной подставке.

## Сюрприз
Утрачен. Вероятно был сделан из золота, белой эмали, рубина, жемчуга, алмазов, (возможно акварель на слоновой кости). Скорее всего, в качестве сюрприза были портреты детей российского императора (информация из Гатчинского списка).

## Владельцы
Император Николай II подарил яйцо «Колыбель с гирляндами» своей матери Марии Фёдоровне на Пасху 1907 года. Данное яйцо находится в Гатчинском списке. То есть на момент 1917 года находилось в Гатчинском дворце. Но до сих пор доподлинно неизвестно каким образом ювелирное изделие прибыло на Запад — вероятно, через Галереи Хаммера и их российские связи. С 1930 года — местонахождение неизвестно. С 1962 года императорское пасхальное яйцо находилось в частном собрании в Соединённых Штатах. Последний раз выставлялось в 1989 году в Сан-Диего. В 1989 году продано на аукционе «Сотбис» (Нью-Йорк) от частного американского собрания анонимному американскому покупателю. В настоящее время находится в частной коллекции Роберта М. Ли, США.